# Henri Guillemin

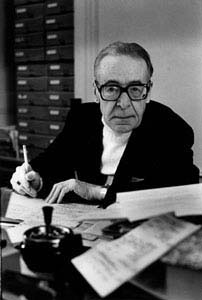
Henri Guillemin, 1980

Henri Guillemin (* 19. März 1903 in Mâcon; † 4. Mai 1992 in Neuenburg) war ein französischer Historiker und Literaturwissenschaftler.

## Leben
Henri Guillemin besuchte erst die Schulen in Mâcon, dann von 1923 bis 1927 die École normale supérieure in der Pariser Rue d’Ulm, unter anderem mit Raymond Aron, Jean Guitton, Paul Nizan und Jean-Paul Sartre. Gleichzeitig war er als Sekretär für die linkskatholische Bewegung Le Sillon von Marc Sangnier tätig. Mit vielen Anhängern des Renouveau catholique war er befreundet, besonders mit François Mauriac. Sartre bot ihm später mit seiner Zeitschrift Les Temps Modernes ein Forum für seine meist nonkonformistischen Gedanken.
Er promovierte über Alphonse de Lamartine und lehrte anschließend zwei Jahre an der Universität Kairo, dann an der Université de Bordeaux.
1942 flüchtete er vor dem Vichy-Regime in die Schweiz, ließ sich in Neuenburg nieder und wurde Kulturattaché an der französischen Botschaft in Bern (von 1945 bis 1962). Ab 1960 wohnte er abwechselnd in Neuenburg und in Chissey-lès-Mâcon, einem kleinen Dorf nahe seiner Geburtsstadt. 1963 wurde er als Ordinarius für Literatur des 18. und 19. Jahrhunderts an die Université de Genève berufen, wo er zehn Jahre lang wirkte.
Bekannt wurde Guillemin mit seinen zahlreichen schriftstellerischen Arbeiten – speziell zur Literatur und Geschichte Frankreichs im 19. Jahrhundert – sowie durch seine kulturhistorischen Beiträge in Rundfunk und Fernsehen. Außerdem veröffentlichte er zur Dreyfus-Affäre.

## Werke (Auswahl)
Von den rund 80 Büchern Guillemins wurde nur ein einziges ins Deutsche übersetzt. Diese Auswahl soll einen ersten Überblick über die Spannweite seines Werks bieten.
- Le Jocelyn de Lamartine. Étude historique et critique avec des documents inédits, Paris 1936
- Flaubert devant la vie et devant Dieu, Paris 1939
- Cette affaire infernale. L'affaire J.J.Rousseau - David Hume 1766, Paris 1942
- Histoire des catholiques français au XIXe siècle (1815–1905), Genf 1947
- Le coup du 2 décembre, Paris 1951
- Les origines de la Commune, 3 Bände, Paris 1956ff
- Madame de Staël, Benjamin Constant et Napoléon, Paris 1959
- Zola, légende et vérité, Paris 1960
- L'Enigme Esterhazy, Paris 1961
- L’homme des Mémoires d’Outre-Tombe, Paris 1965
- Le „converti“. Paul Claudel, Paris 1968
- Regards sur Bernanos, Paris 1976
- Victor Hugo, Paris 1978
- Charles Péguy, Paris 1981
- L’affaire Jésus, Paris 1982
- L’engloutie. Adèle, fille de Victor Hugo, Paris 1985
  - Deutsche Ausgabe: Adèle. Die Königs-Tochter Victor Hugos 1830–1915. Ullstein Taschenbuch, Frankfurt am Main 1988
- Vérités complémentaires, Paris 1990
- Regards sur Nietzsche, Paris 1991
- Malheureuse Église, Paris 1992
- Les passions d’Henri Guillemin, Boudry 1994